# Злитен
Злитен (ар.: زليتن) — город в Ливии, муниципалитет Мисурата. Расположен на берегу Средиземного моря к западу от залива Сидра. В городе расположены: исламский университет Аль-Асмария, цементный завод, завод по опреснению морской воды, а также мавзолей и мечеть Абд Ас-Саляма Аль-Асмара. Эта суфийская святыня была в августе 2012 года сильно повреждена салафитами, которые хотели полностью её разрушить.
Найденная в этом городе в 1913 г. уникальная так называемая Злитенская мозаика (II в. н.э.) выставлена в национальном Археологическом музее в Триполи.